# Criança e Adolescente
Grêmio Recreativo Escola de Samba Criança e Adolescente é uma tradiconal escola de samba do Recife. Em 2002, ano da reunificação do desfile de escolas de samba na cidade, a escola foi desclassificada por não conseguir apresentar o número mínimo de componentes, sendo então rebaixada. Em 2004 foi campeã do Grupo de acesso. Atualmente está no Grupo 1, o equivalente à segunda divisão.